# Brygada Landsturmu Westernhagen
Brygada Landsturmu Westernhagen (niem. Landsturm-Brigade Westernhagen) – brygada niemieckiego pospolitego ruszenia Landsturm.
Brała udział w działaniach zbrojnych frontu wschodniego I wojny światowej. 
W listopadzie 1914 rozwinięta w Dywizję Landsturmu Westernhagen, w sierpniu 1915 przemianowana na 89 Dywizję Piechoty. 